# 一柳直里
一柳 直里（ひとつやなぎ なおさと）は、江戸時代中期の旗本。通称は勘之丞。875石を知行し書院番を務めていたが、不行跡により改易処分を受けた。

## 生涯
旗本一柳直義（875石）の子として生まれる。この一柳家は、一柳直盛の五男・一柳直澄が立てた家で、父の直義は小松藩主一柳頼邦の五男から養子に入っている。
安永8年（1779年）、父の死により家督を継ぐ。安永9年（1780年）、徳川家治に初謁。天明7年（1787年）に書院番となる。
最初間部詮長の娘を妻とした。次いで後妻として小松藩主一柳頼寿の娘（従姉妹にあたる）を迎え、丑之助を儲けたが、一柳氏とは離縁となっている。
直里は、従者衣笠十兵衛の娘と「密通」しており、彼女を正妻とするために、幕府には猪俣要右衛門則温（御勘定）の養女と届け出て認められた。一族には猪俣の姪と説明していたようである。直里はみだりに庶民を近づけており、直里の駿府在番中に十兵衛やその娘である後妻（則温の養女）が屋敷内で博奕を開いた上、後妻は丑之助を虐待した（「不慈の事ども多かりし」）。これを見かねた使用人が丑之助を誘い、親族のもとに駆け込んで訴える事態に発展した。駿府から帰任した直里に、弟の義路（左門）をはじめとする一族は意見したものの、義里は聞き入れなかった。さらには吉原で遊興するなどの不行跡があり、これらを罪として寛政2年（1790年）11月25日に改易処分となった。『断家譜』では「遠島」とある。
後妻（則温の養女）も同日、継子に対する不慈、夫の留守中の賭博開帳といった行状に加え、取り調べに対して反抗的であったことが不穏当であるとされ（「強て申陳せし状曲事」）、遠流に処せられた。

## 家族・親族
弟の義路（仙次郎、左門。酒井政共の養子となり政道と名乗ったが、のちに実家に戻った）と妹（『断家譜』によれば夭折）がいる。『寛政譜』によれば子は丑之助のみであるが、『断家譜』によれば猪俣氏との間に女子がいる。
『断家譜』によれば丑之助で家は断絶したとある。『一柳家史紀要』では直里の改易の顛末はおろか名も触れられていないが、「直義の子孫」は小松藩に仕えたといい、昭和初年時点の子孫の情報を載せている。